# 夏慤
海軍上將夏慤爵士，GBE，KCB（Admiral Sir Cecil Halliday Jepson Harcourt，1892年4月11日—1959年12月19日），曾譯哈科特，英國皇家海軍將領，於1945年9月至1946年4月期間曾經出任香港臨時軍政府首長，期間除了接受日本香港佔領地政府投降外，又著力恢復社會秩序與法紀，於香港重光初期擔當關鍵角色。

## 生平

### 早年生涯
夏慤1892年4月11日生於肯特郡布羅姆利倫敦道的梅特蘭山林小屋（Maitland Lodge），父親名哈利戴（Halliday Harcourt），任職事務律師，而母親則叫格雷斯·莉蓮（Grace Lilian），是積遜博士（Dr Jepson）的女兒。
夏慤幼年時入讀位於東格林斯特德（East Grinstead）的芳特希爾山林小屋學校（Fonthill Lodge School），後自1904年至1909年，則先後入讀奧斯本和達特茅的皇家海軍學院。在1909年畢業時，他取得了候補少尉之軍階，而且在隊中獲頒數學第一名獎。

### 海軍生涯

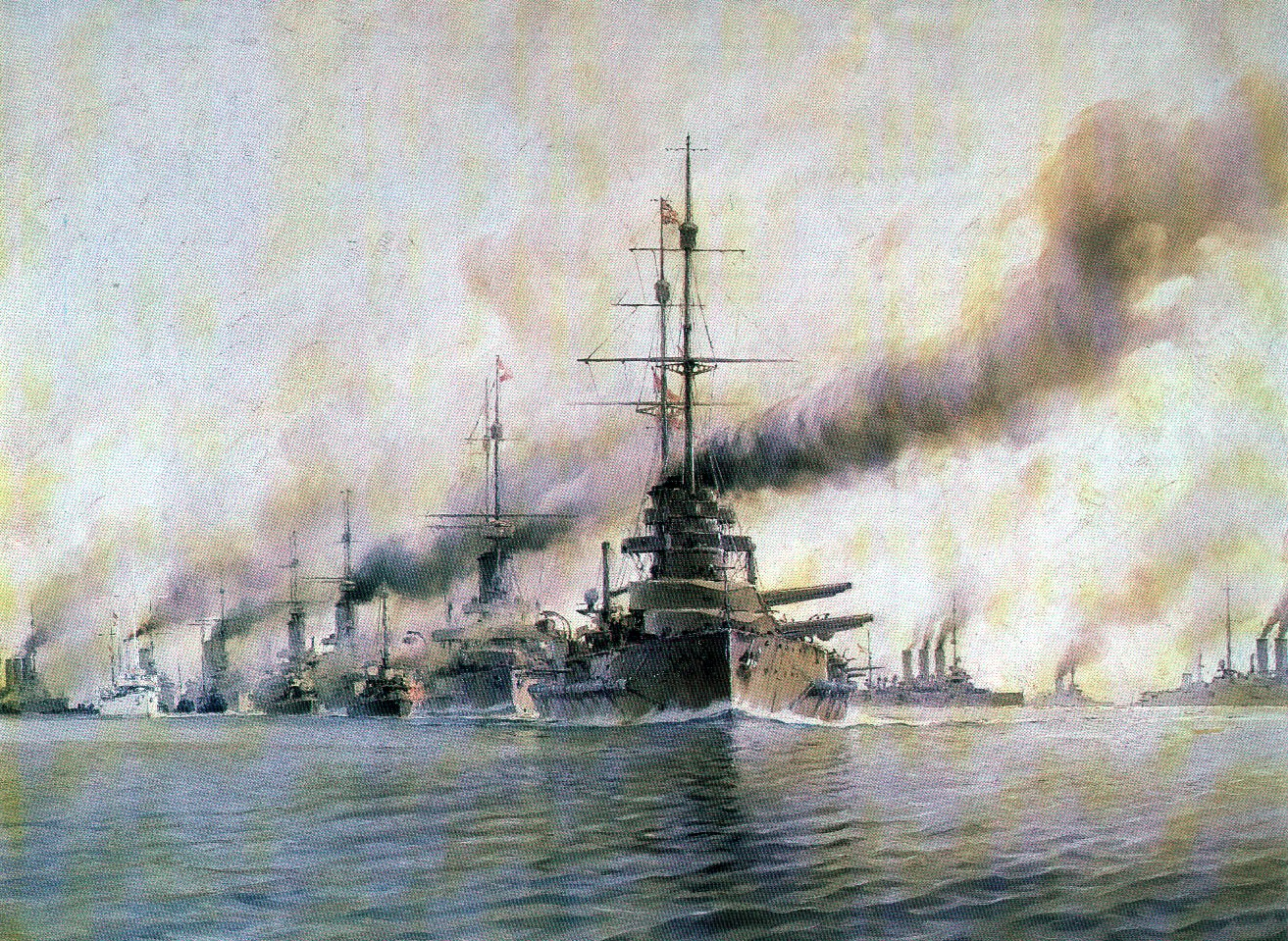
日德蘭海戰（1916年）

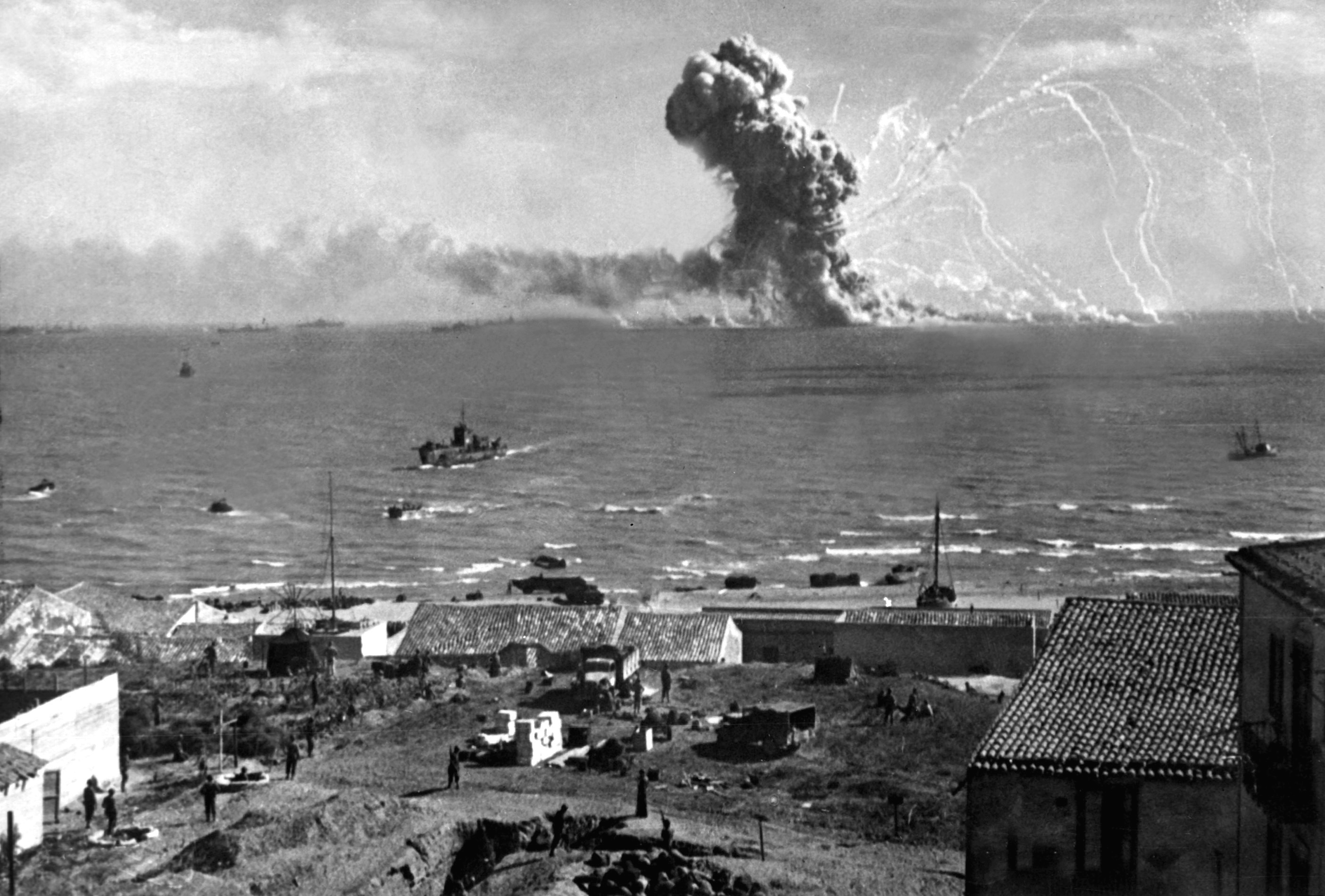
嘶啞行動（1943年）

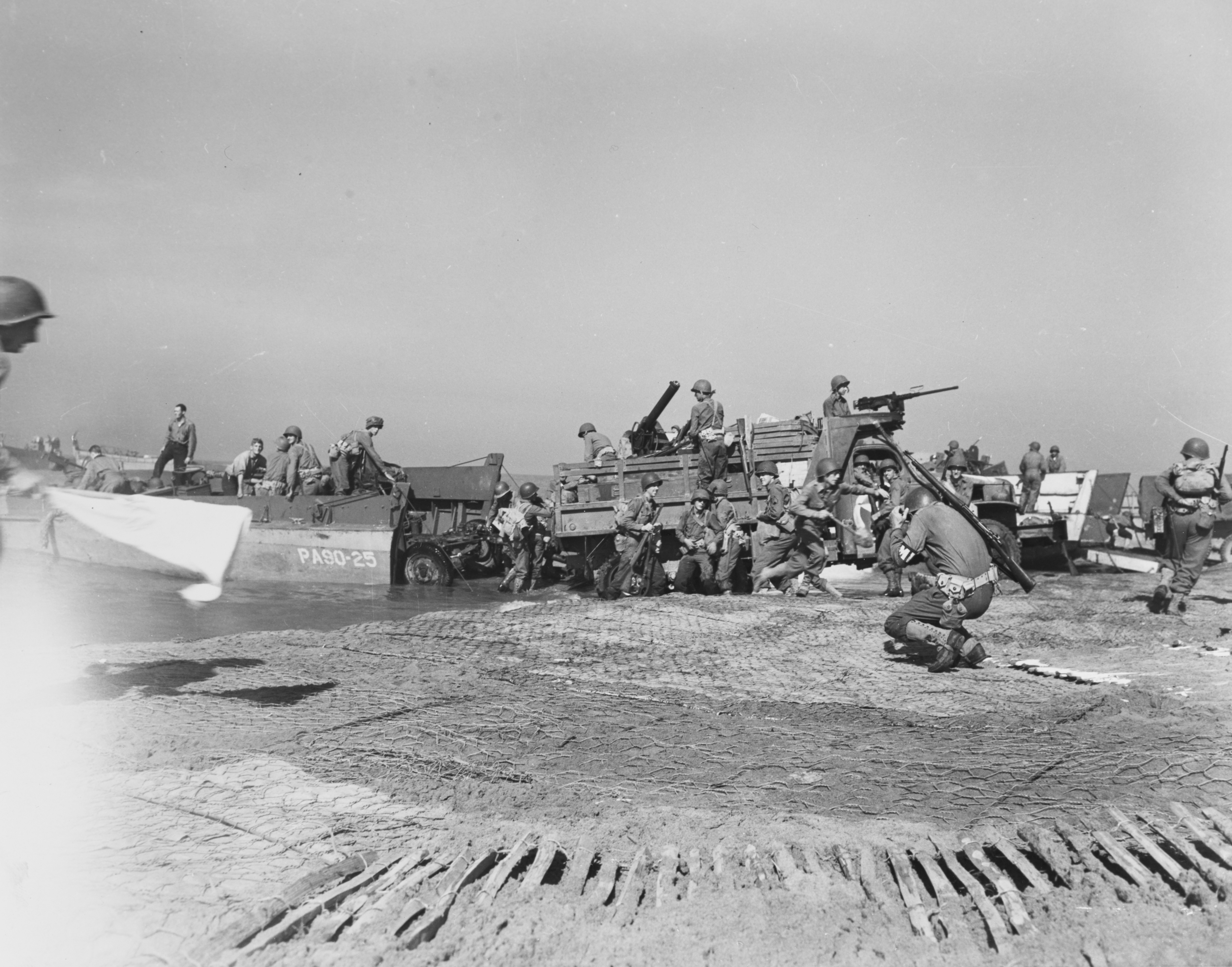
雪崩行動（1943年）

在1915年時，夏慤曾一度想另選事業，所以申報到復員軍人名冊（retired list）；但未幾在1916年5月，他卻重新申報到現役軍人名冊（active list），再次成為現役軍人，並繼續在第一次世界大戰服役。期間，夏慤被派到聯合艦隊內的「HMS百夫長號」（HMS Centurion）當值，而且參與了日德蘭海戰。
一戰結束以後，夏慤主要在大西洋、英國本土海域和地中海一帶的驅逐艦和掃雷艦上服役，至1926年獲擢升為海軍中校，及後又於1933年累遷成海軍上校。經過一系列的訓練後，夏慤在1935年至1937年借調到皇家澳洲海軍，期間他表現良好，所以在1938年獲調回英國，而且被委任為海軍部行動科副總監，至翌年更升任總監。夏慤任總監時，時值第二次世界大戰爆發，由於他調動有度，於是在1940年獲授CBE勳銜。在1941年，夏慤卸任總監之職，改派負責指揮「約克公爵號戰艦」(HMS Duke of York)，他曾在1941年12月與1942年1月兩度接載時任首相邱吉爾，與美國總統羅斯福會面。
在1942年7月，夏慤獲得了海軍少將軍階，並被派到地中海，統領第10、第12和第15巡洋分遣艦隊。這幾支分遣艦隊統稱為「Q部隊」，主要負責擊沉軸心國的補給船隊，以及為盟軍的登岸行動提供實彈掩護。在1942年11月，夏慤的Q部隊就成功在「火炬行動」中，掩護盟軍登陸摩洛哥和阿爾及利亞兩地，事後夏慤更獲美國頒授軍功勳章（Legion of Merit）。自火炬行動後，Q部隊改以阿爾及利亞的港口城市邦納（今安納巴）為基地，並在1942年12月至1943年春天期間，不斷滋擾敵方補給艦隊。由於邦納守備不嚴，所以在倫敦的軍方高層初時擔心夏慤的行動會構成風險，然而有鑑於夏慤的行動對戰事起關鍵作用，而盟軍援軍又正前往增援，故此軍方最後沒有對夏慤的計劃作出阻撓。結果，夏慤滋擾敵方補給艦隊的行動十分成功，事後更在1943年獲CB勳銜。
自1943年6月至9月，Q部隊協助盟軍登陸的地點計有潘泰萊里亞島（Pantelleria）、蘭佩杜薩島（Lampedusa）和黑尾塍鷸島（Limosa）。另在6月的「嘶啞行動」和9月的「雪崩行動」中，Q部隊亦曾成功協助盟軍登陸西西里島和薩勒諾（Salerno）兩地。
在1944年2月，夏慤返回英國海軍部，擔任時任第一海務大臣（First Sea Lord）康寧漢爵士的海軍秘書。至1945年夏天，夏慤復派到太平洋艦隊，負責指揮第11航空母艦分遣艦隊。這支分遣艦隊除包括有旗艦一只外，另有巡洋艦3艘、驅逐艦4艘、潛水艇一只，以及一小隊掃雷艦。不久以後，在日本於同年8月15日宣佈無條件投降的前夕，夏慤已受命率艦接收香港，中途又派戰機擊沉在香港海域附近出現的懷疑自殺式日軍船艦。

### 香港重光

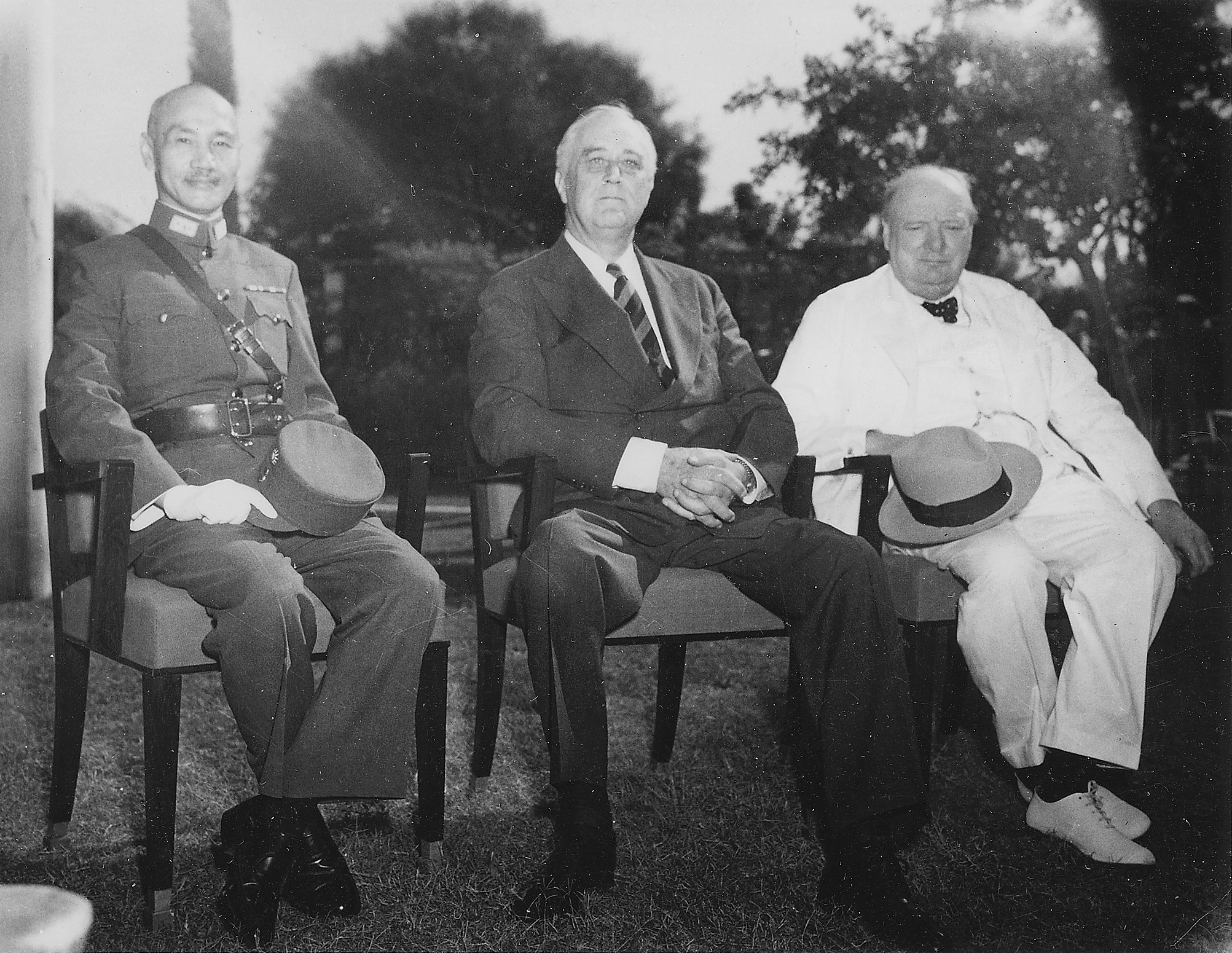
蔣介石與羅斯福均要求英國放棄香港，但為邱吉爾所拒。

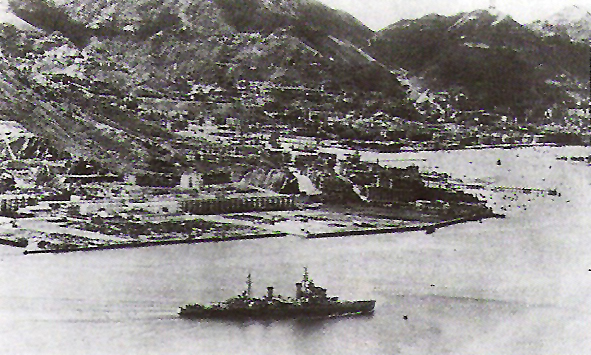
夏慤麾下的HMS迅捷號在1945年8月30駛入維多利亞港。

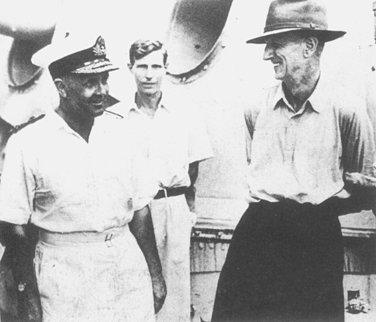
奉命接管香港的夏慤（左）與前輔政司詹遜（右）會面。

#### 背景
在日本戰敗投降以前，盟軍曾就香港的主權問題的出現分歧。在1943年1月的時候，英、美兩國政府曾各自與國民政府簽署條約，宣告放棄所有因通商口岸制度而取得的土地、聚落和特殊利益。於是蔣介石就以此為憑據，認爲中華民國在戰後可收回香港，即使不可，至低限度也應該收回新界；不過，英國政府卻以香港非通商口岸制度下的產物為理由，加以拒絕。
至於美國方面，受著反殖民主義情緒等因素的影響，時任總統羅斯福最初也是與蔣介石站在同一陣線的。其中在1943年3月，英、美兩國共同發表了《大西洋憲章》，當中，羅斯福認為《憲章》第三款指明了「所有人也有自決的權利」，故此香港人也有權自決前途。為此，羅斯福曾敦請過邱吉爾放棄香港，以作為善意的表現。其後在1945年2月的雅爾達會議中，由於羅斯福擔心蘇聯加入太平洋戰爭後會借機在東亞獲取土地利益，他再次急欲英國放棄香港，以示公允，但邱吉爾對這意見卻大表不滿，認為英國在殖民地的管治不應受到外人質疑。
英、美、中三方在香港主權上的分歧，在二戰結束前一直沒有得到解決。倫敦方面態度強硬，而殖民地辦公室更在1943年7月委任前港府官員麥道高為首席民政事務官（Chief Civil Affairs Officer），並設立一個計劃組，專責計劃香港重光後的發展。至於在日本於1945年8月15日投降後，英國駐華大使薛穆爵士更成功與身在赤柱集中營的原香港輔政司詹遜取得聯絡，著他儘早設立「臨時政府」，代理英國行使主權。雖然蔣介石認爲香港所處的戰區本應由他受降，但杜魯門在1945年4月接任美國總統後，卻認爲香港於戰後應回到戰前的政治狀態，亦即由英國繼續管治。8月15日日本接受波茨坦宣言，宣布無條件投降，原輔政司詹遜隨即在香港組建臨時政府。鑑於英國拒絕交涉，美國立場轉變，國民政府在戰後又要面對中共勢力的坐大，蔣介石立場軟化，不再要求英國放棄香港主權，在8月23日知會英美兩國，他同意以中國戰區最高統帥身份，授權英國官員代表他接受日軍在香港投降。與此同時，英國政府已下令皇家海軍盡速開赴香港，夏慤少將接獲指令率領特遣艦隊解放香港。8月29日蔣介石電告英國，夏慤少將可代表他受降。另一方面，蔣介石曾經下令孫立人率兵前往香港，但因爲國軍遠在內陸，9月7日才抵達廣州，到達香港時已是10月，更要尋求英軍提供民房暫住，等候輪船撤出香港，前往中國中部及北部應付中共擴張，故這次中國軍隊來港僅爲過境性質。
1945年8月30日，夏慤率領以「HMS不屈號」為首的分遣艦隊駛入維多利亞港，在香港升起英國國旗，象徵香港結束日本佔領時期。之後每年的同日，至1997年香港主權移交以前，港府將每年的8月30日定為重光紀念日，以作紀念。在同日晚上，夏慤又隨詹遜等人到赤柱參加感恩崇拜。

#### 軍法管治

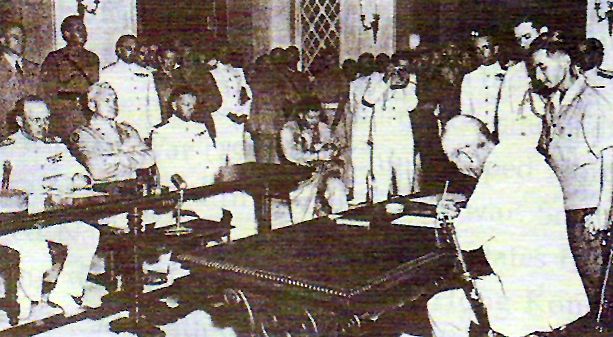
在1945年9月16日，夏慤（左一）以中、英兩國受降官的身份，於督憲府內見證日方代表海軍中將藤田類太郎（右方坐下者）簽署投降文件。

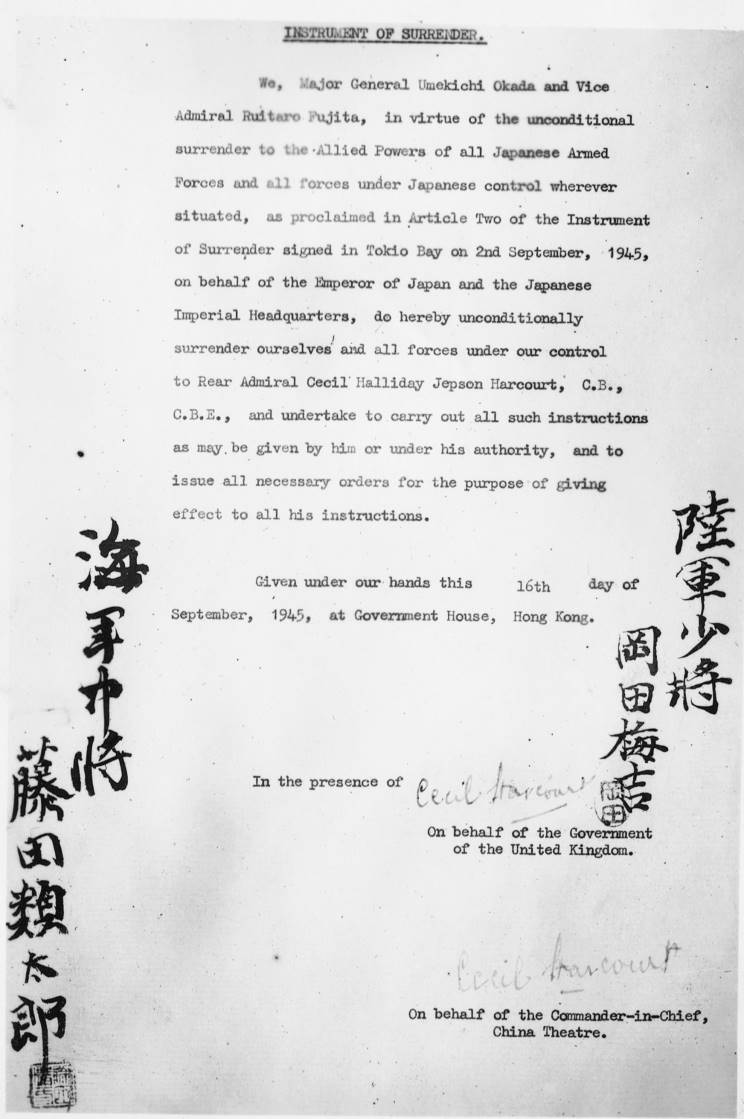
日方在督憲府所簽署的投降文件。

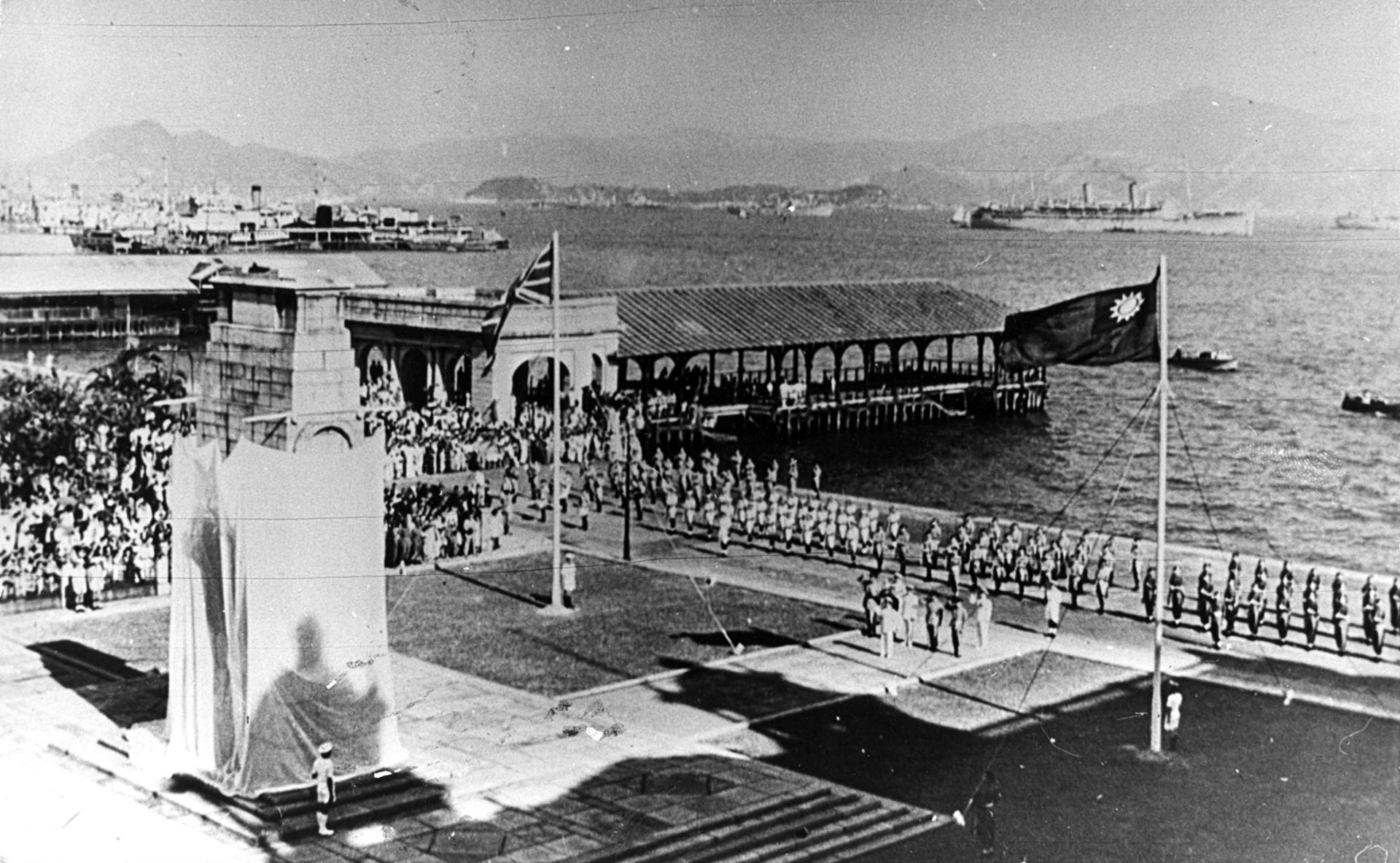
中、英雙方於1945年9月舉行勝利巡遊。

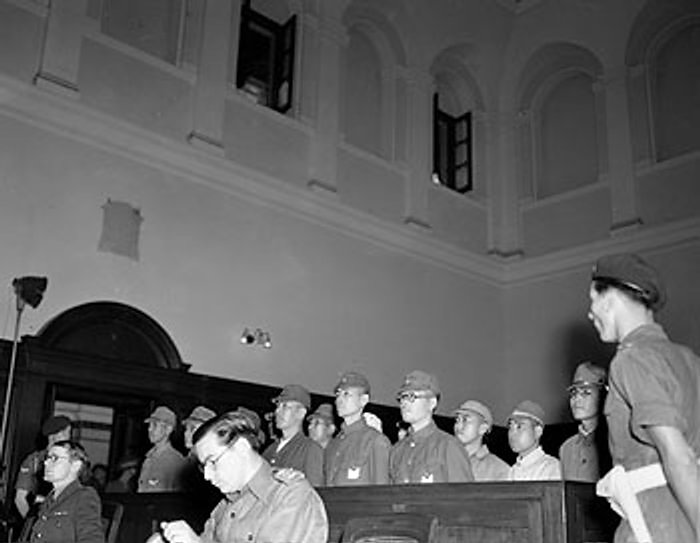
日本戰犯在香港特設的英國軍事法庭接受審訊。

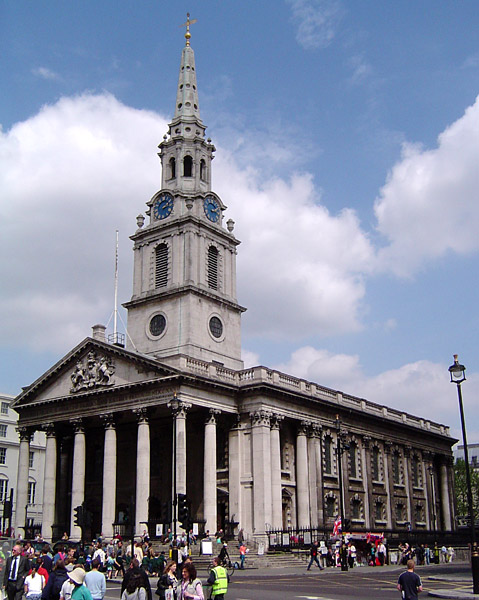
聖馬田堂

1945年9月1日，夏慤宣告成立軍政府，並由他本人出任軍政府首長兼三軍總司令。在軍政府成立前夕，詹遜曾向夏慤要求讓「臨時政府」繼續存在，但由於夏慤乃奉命來港設立臨時軍政府，所以拒絕了他的要求。不過當時軍政府的主要人員尚未抵港，所以夏慤仍讓詹遜協助管治。可是，有鑑於詹遜的權力基本上是來自1917年的《英皇制誥》，並不符合軍政府的情況，所以夏慤在軍政府成立的同一日發表一項宣告，委任詹遜為副總督（Lieutenant-Governor），可以代理行使以往總督的權力，惟要聽命於他。不過在倫敦的殖民地部對委任詹遜為副總督一事不予贊同，故此當軍政府的首席民政事務官麥道高與他的9名隨員在9月7日到達香港履行職務後，詹遜隨即卸任副總督。
9月16日，夏慤代表英國政府及中國戰區最高統帥，於督憲府舉行受降儀式。在儀式上，日軍代表陸軍少將岡田梅吉與海軍中將藤田類太郎在投降文件上簽字，美國、中國及加拿大亦有派代表出席。
軍政府成立後，香港人口即以每月10萬人的數量急升。可是由於貿易尚未恢復，所以能源和糧食均十分缺乏。有見及此，夏慤曾派員到廣東、汶萊、印度和日本等地搜購糧食及燃料，又宣布實行配給制，及對大米、燃料等生活必需品實施價格管制，防止商人囤積居奇，同時向貧困戶派發米糧，解決戰後糧食不足的問題。到11月25日，在美商支持下，本地華商成功爭取夏慤政府宣佈開放私人貿易，但軍政府保留貿易與外匯管制政策，防止商人趁機把物資從香港轉售到利潤更可觀的地區。
至於在住房方面，戰後有72%歐裔人士失去居所，日佔結束時的約60萬名居民當中，共計有16萬人無家可歸，其中有部份私人房產更在日佔時期遭日軍強佔。戰後初期，建材十分短缺，軍政府又缺乏資金投入修復私人住所，所以軍政府只能將盡量使用空置的建築物安置居民，以及徵用旅館收容難民，亦由於軍政府屬於臨時過渡性質，夏慤並未有爲住屋短缺提出中長期的處理方案。
公共交通方面，因爲車輛不是被摧毀，就是被日軍挪用，電車也因爲需時復修，軍政府因此曾以軍用卡車及徵用貨車充當巴士，解決戰後交通運輸的需要。另外，政府亦討論過以無軌電車取代有軌電車；以及將道路之行車方向由靠左駛改為靠右駛等等的議題，不過這些提議最後都被否決。
軍政府認爲這時已沒有後備軍的需求，宣布解散香港義勇防衛軍和皇家海軍志願預備隊，所有戰時在囚的士兵均依例獲發補償與休假。而所有在戰時離隊，並繼續留在香港的人士，則一概當作在離隊後98日解散。另軍政府亦分別擴建赤柱軍人墳場及興建西灣國殤紀念墳場，以安葬戰時在香港陣亡的盟軍士兵。
香港重光後，基於不少華人在日佔時期是受到威嚇及現實壓迫才會支持日本，因此軍政府亦沒有對他們加以深究。總括而言，最初有50人被控以叛國罪，但經過一審後，大部份人被改控以刑罰較輕的違反《緊急條例》罪，只有30人維持叛國的控罪。在這30人當中，最終有5人處以絞刑、22人被課以不同年期的監禁、2人被判囚一日、1人無罪釋放，另有1人在逃。與此同時，軍政府又成立臨時的英國軍事法庭，專門審訊日本戰犯；經過一連串的審判後，共計有21名日本戰犯處以死刑、85人被課以不同年期的監禁、14人被裁定無罪釋放，至於其餘的案件均放棄起訴。
夏慤在1945年成為爵士，至1946年獲擢升為海軍中將。他的軍政府則一直運作至1946年4月30日結束，在戰時被俘的港督楊慕琦爵士遂於5月1日正式復任，並恢復了文官政府。軍法管治完結後，夏慤至6月離港。

### 晚年
離開香港後，夏慤曾自1947年至1948年調到地中海艦隊擔任海軍將級軍官，並被委以第二指揮權。至1948年3月，夏慤再次被調回英國海軍部，並晉升為第二海務大臣，主理所有有關人事和人力資源事務。時維大戰剛剛完結，英政府遂極欲裁軍以節省金錢，所以英政府要求夏慤能把海軍人數由17萬8000人減至14萬7000人。而且重新招聘率亦要由1938年的61%大幅減至1948年的22%。面對人力資源的嚴重削減，夏慤曾在1949年聲言如果英政府不調升重新招聘率，那皇家海軍將要在兩年後陷入「一級癱瘓」。
夏慤在1950年卸任第二海務大臣，卸任前於1949年取得海軍上將軍階。自1950年至1952年，夏慤改任諾爾總司令（Commander-in-Chief at the Nore），專責管理通往倫敦港口的海道，以及打理英國東岸的商船交通航運。
夏慤在1953年1月27日退休，此後退居於倫敦的伊頓廣場（Eaton Place）。退休後的夏慤曾擔任倫敦及大倫敦運動場協會、泰晤士少年冒險協會和維多利亞聯盟的主席，另外他亦熱心於皇家英聯邦學會之事務。夏慤於1959年12月19日被送往倫敦切爾西聖士提反醫院途中逝世，享壽69歲。他死後，其追思禮拜於1960年1月在倫敦的聖馬田堂（St Martin-in-the-Fields）舉行。至於他的遺產則在1960年2月16日進行估值，結果共值2萬5115英鎊11先令10便士。

## 家庭
夏慤曾兩次結婚。第一次是在1920年與依芙蓮（Evelyn Suart）結婚。依芙蓮是傑勒德·古爾德（Gerard Gould）之遺孀，父親是W·H·蘇雅准將，CMG（Brig.-Gen. W. H. Suart）。夏慤與依芙蓮之婚姻一直維持到1950年依芙蓮逝世為止。在1953年，夏慤復與空軍准將大衛·霍恩（Air Cdre. David Waghorn）之遺孀斯特拉（Stella）結婚，這段婚姻維持至夏慤本人於1959年逝世為止。在這兩段婚姻中，夏慤都沒有任何孩子。

## 榮譽

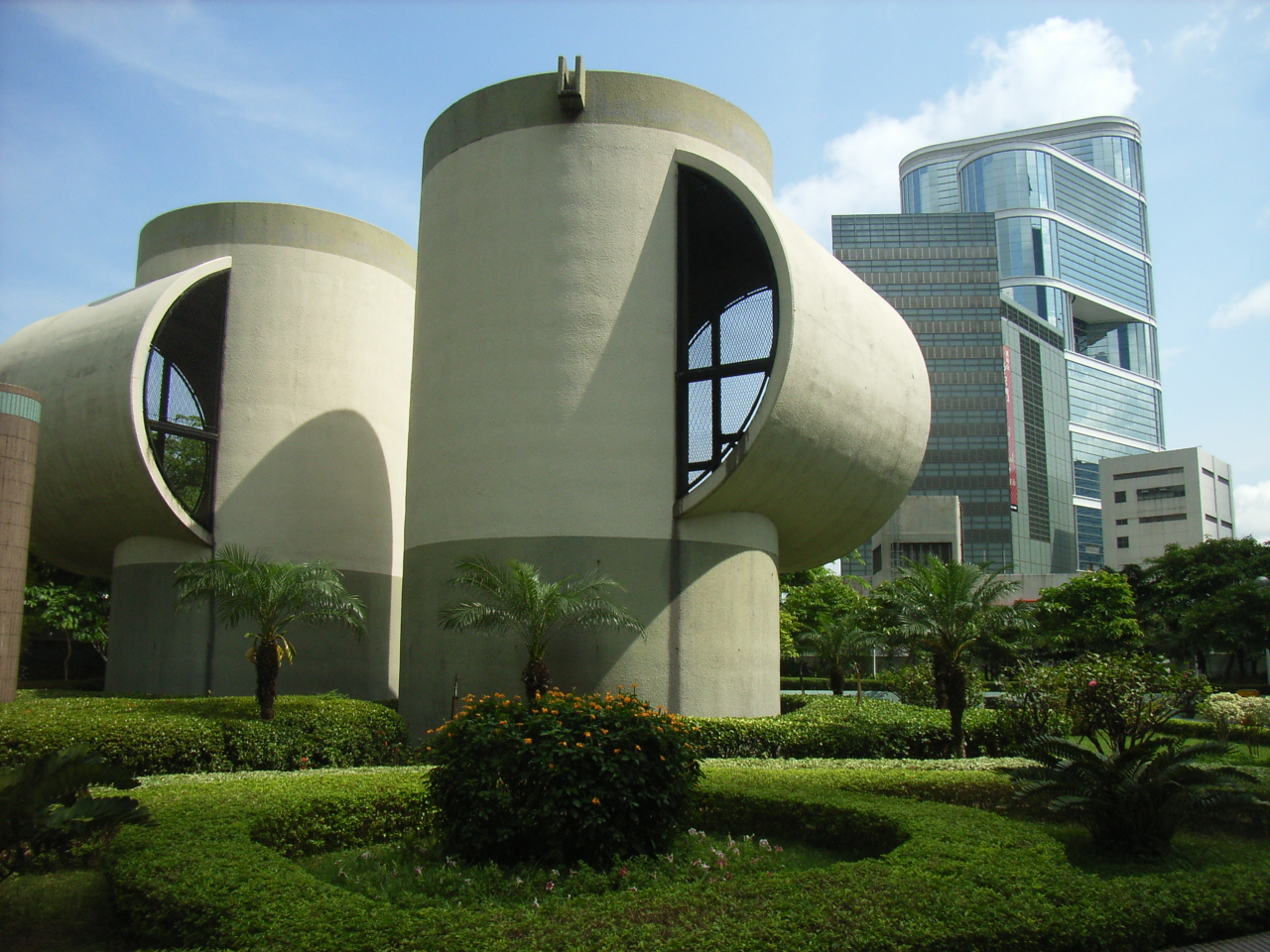
位於金鐘的夏慤花園。

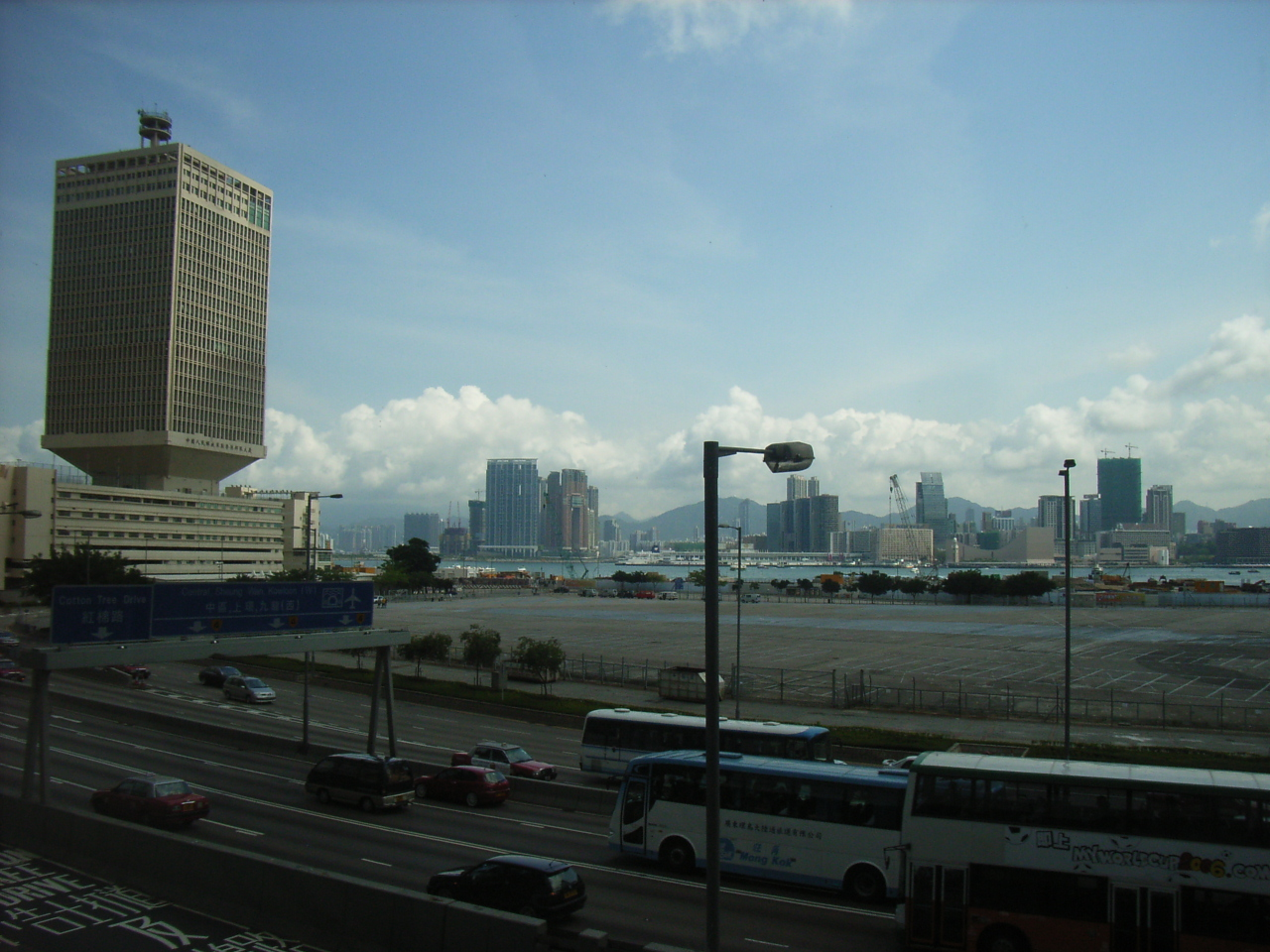
夏慤道以北路段。

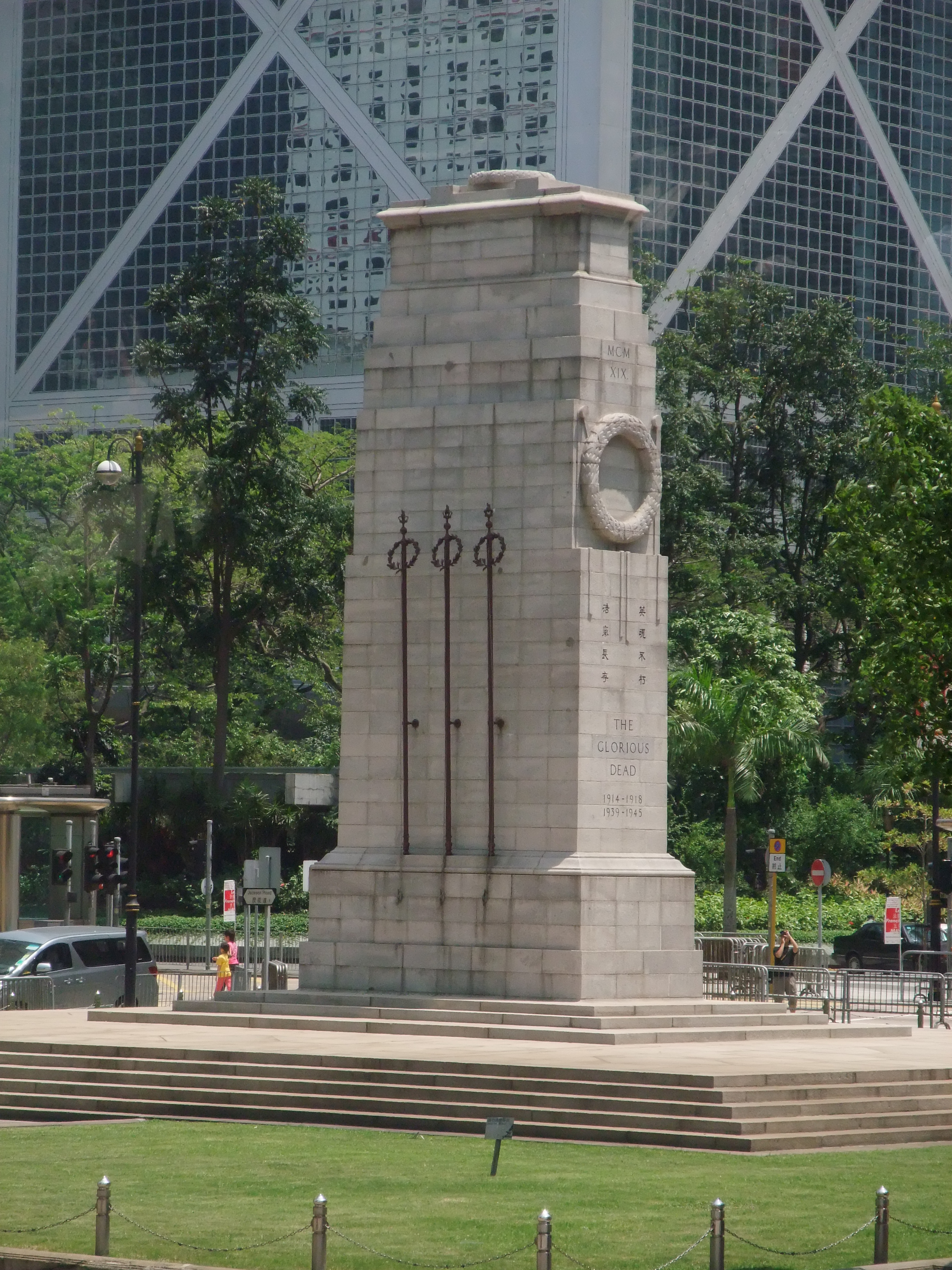
自夏慤在1945年8月30日登陸香港後，在每年的8月30日（即香港主權移交前的重光紀念日），中環之和平紀念碑都有紀念活動。

### 殊榮
- C.B.E. （1940年7月11日）
- 軍功勳章 （美國，1943年7月9日）
- C.B. （1943年9月14日）
- 傳令嘉獎 （1944年6月23日）
- K.C.B. （1945年12月18日）
- 一等大綬雲麾勳章 （中華民國，1948年11月2日）
- 聖奧拉夫爵級司令勳章 （挪威，1951年）
- 丹尼布洛大十字勳章 （丹麥，1952年）
- G.B.E. （1953年1月1日）

### 名銜
- 夏慤，Esq （1892年4月11日—1909年）
- 海軍候補少尉夏慤 （1909年—1912年6月18日）
- 海軍副上尉夏慤 （1912年6月18日—1913年10月15日）
- 海軍上尉夏慤 （1913年10月15日—1921年10月15日）
- 海軍少校夏慤 （1921年10月15日—1926年12月31日）
- 海軍中校夏慤 （1926年12月31日—1933年6月30日）
- 海軍上校夏慤 （1933年6月30日—1940年7月11日）
- 海軍上校夏慤，CBE （1940年7月11日—1942年7月28日）
- 海軍少將夏慤，CBE （1942年7月28日—1943年9月14日）
- 海軍少將夏慤，CB，CBE （1943年9月14日—1945年12月18日）
- 海軍少將夏慤爵士，KCB，CBE （1945年12月18日—1946年1月1日）
- 海軍中將夏慤爵士，KCB，CBE （1946年1月1日—1949年6月22日）
- 海軍上將夏慤爵士，KCB，CBE （1949年6月22日—1953年1月1日）
- 海軍上將夏慤爵士，GBE，KCB （1953年1月1日—1959年12月19日）

### 以他命名的事物
- 夏慤道：一條位於香港島，貫通灣仔、金鐘與中環的主要幹道
- 夏慤花園：一個位於金鐘的花園
- 夏愨大廈
- 夏慤健康院：由防空署總部大樓改建而成，已拆除